# Józef Bergier
Józef Bergier (ur. 17 lutego 1952 w Międzyrzecu Podlaskim, zm. 21 marca 2019 w Białej Podlaskiej) – polski teoretyk sportu, nauczyciel akademicki, polityk i samorządowiec, profesor nauk o kulturze fizycznej, trener klasy mistrzowskiej w piłce nożnej, poseł na Sejm III kadencji, senator VII kadencji, rektor Państwowej Szkoły Wyższej im. Papieża Jana Pawła II w Białej Podlaskiej.

## Życiorys

### Wykształcenie i działalność zawodowa
Ukończył studia w filii Akademii Wychowania Fizycznego w Warszawie w 1975. W 1982 uzyskał stopień doktora (na podstawie pracy pt. Tendencje rozwoju sprawności motorycznej dzieci Zbiorczych Szkół Gminnych makroregionu środkowo-wschodniego), w 1999 został doktorem habilitowanym nauk o kultury fizycznej (w oparciu o rozprawę zatytułowaną Wiedza dzieci o nauczanych czynnościach ruchowych a skuteczność działań w grze zespołowej). Uzyskał uprawnienia trenera klasy mistrzowskiej w piłce nożnej. Postanowieniem z 7 sierpnia 2012 otrzymał tytuł profesora nauk o kulturze fizycznej. W pracy naukowej specjalizował się w zagadnieniach z zakresu teorii i praktyki treningu w zespołowych grach sportowych oraz zagadnień motoryki człowieka. Autor ponad 300 artykułów oraz kilku autorskich podręczników, a także redaktor naukowy około 20 publikacji książkowych. Publikował w takich periodykach jak „Annals of Agricultural and Environmental Medicine”, „Journal of Sports Science and Medicine”, „Journal of Human Kinetics” czy „Journal of Toxicology and Environmental Health”.
Od 1975 pracował jako nauczyciel akademicki. Został profesorem zwyczajnym i rektorem Państwowej Wyższej Szkoły Zawodowej im. Papieża Jana Pawła II w Białej Podlaskiej, przekształconej następnie w Państwową Szkołę Wyższą w Białej Podlaskiej. Funkcję rektora tej uczelni pełnił do czasu swojej śmierci w 2019. Był również profesorem na Wydziale Wychowania Fizycznego i Sportu w Białej Podlaskiej w ramach warszawskiej AWF.

### Działalność polityczna
W latach 1997–2001 był posłem na Sejm III kadencji z ramienia Akcji Wyborczej Solidarność. W 2004 kandydował do Parlamentu Europejskiego z listy Narodowego Komitetu Wyborczego Wyborców. Do 2006 zasiadał w radzie miasta Biała Podlaska, następnie przez rok pełnił funkcję wiceprzewodniczącego sejmiku lubelskiego. W wyborach parlamentarnych w 2007 z listy Platformy Obywatelskiej został wybrany na senatora VII kadencji w okręgu chełmskim, otrzymując 77 989 głosów. W 2011 bez powodzenia ubiegał się o reelekcję. W 2015 kandydował z listy PO do Sejmu.

## Życie prywatne
Syn Józefa i Stanisławy. Był żonaty, miał dwoje dzieci. Pochowany na cmentarzu parafialnym w Białej Podlaskiej.

## Odznaczenia, wyróżnienia i upamiętnienie
Odznaczenia i wyróżnienia
- Krzyż Kawalerski Orderu Odrodzenia Polski (2013)[9]
- Złoty Krzyż Zasługi (2003)[10]
- Brązowy Krzyż Zasługi (1994)[11]
- tytuł honorowego obywatela miasta Międzyrzec Podlaski (2001)[12]

Upamiętnienie
Jego imieniem nazwano ulicę w Białej Podlaskiej przy kampusie Akademii Bialskiej.